# Conradina cygniflora
Conradina cygniflora är en kransblommig växtart som beskrevs av C.E. Edwards, Judd, Ionta och Brenda J. Herring. Conradina cygniflora ingår i släktet Conradina och familjen kransblommiga växter. Inga underarter finns listade i Catalogue of Life.